# Antero Ojala
Yrjö Antero Ojala (né le 10 décembre 1916 à Zelenogorsk à Petrograd dans l'Empire russe et mort le 5 février 1982 à Lappajärvi en Ostrobotnie du Sud en Finlande) est un patineur de vitesse finlandais.

## Palmarès

### Jeux olympiques d'hiver
- Jeux olympiques d'hiver de 1936 à Garmisch-Partenkirchen,  Reich allemand
  - 8e du 500 mètres
  - 9e du 1 500 mètres
  -  Médaille de bronze du 5 000 mètres
  - 7e du 10 000 mètres

- Jeux olympiques d'hiver de 1948 à Saint-Moritz,  Suisse
  - 14e du 500 mètres
  - 12e du 1 500 mètres
  - 26e du 5 000 mètres